# Andrea Huser
Andrea Huser (ur. 11 grudnia 1973, zm. 28 listopada 2020 w okolicy Saas-Fee) – szwajcarska kolarka górska, złota medalistka mistrzostw Europy.

## Kariera
Największy sukces w karierze Andrea Huser osiągnęła w 2002 roku, kiedy podczas mistrzostw Europy w Zurychu zdobyła złoty medal w maratonie. Była ponadto czwarta na mistrzostwach świata w maratonie MTB w Bad Goisern w 2004 roku, gdzie przegrała walkę o podium z Blažą Klemenčič ze Słowenii. Na rozgrywanych w tym samym roku mistrzostwach świata w Les Gets zajęła dwudzieste miejsce w cross-country, a na mistrzostwach Europy w Wałbrzychu była jedenasta. Nie odnosiła sukcesów w zawodach Pucharu Świata. Nigdy nie wystąpiła na igrzyskach olimpijskich.